# Агенция за човешки ресурси
Агенция за човешки ресурси (държавният еквивалент – трудовата борса или още борса на труда) е организация (агенция), в която биват свързвани работодатели с работещи, и където безработни се регистрират с цел намиране на работа, като агенцията играе ролята на посредник.
Много агенции за човешки ресурси пазят информация (биография, данни за умения и т.н.) на хора, които са показали интерес към някаква временна работа. Някои агенции търсят хора, които покриват допълнителни специфични изисквания, които не са вписани като изисквания на работодателите. Повечето агенции за човешки ресурси в България са специализирани в определена сфера, като например медицина, счетоводство и информационни технологии.

## В България
Трудовите агенции биват държавни и частни. В България държавната агенция по труда сама по себе си наричана трудова борса, а иначе е с официално название Агенция по заетостта. Частните агенции за трудово посредничество са по-известни като рекрутиращи компании (recruitment companies), а също и като агенции за човешки ресурси.
Въпреки някои предходни практики в България, при които такива посреднически агенции взимат комисиона (25%) от първата месечна заплата от работещия или дори предварителна такса за евентуално съдействие на работещия, днес тази порочна практика е отменена (от 2006) и агенциите имат право да вземат комисионна само от работодателя.
Това е извадка от Закона за насърчаване на заетостта, чл. 28, ал. 7 с измененията от ДВ, бр. 18 от 2006 г., според която официално отпадат таксите, взимани от лица, търсещи работа (изм., ДВ, бр. 18 от 2006 г.) Посредническата дейност по наемане на работа, извършвана от лицата по чл. 27, ал. 2, т. 2, се извършва:
- 1. (нова – ДВ, бр. 18 от 2006 г.) срещу заплащане от страна на работодателите
- 2. (нова – ДВ, бр. 18 от 2006 г.) безплатно – без събиране пряко или косвено, изцяло или частично на такси или други плащания от страна на търсещите работа или наетите на работа лица.